# Aluczeluj-e Sofla
Aluczeluj-e Sofla – wieś w Iranie, w ostanie Azerbejdżan Zachodni, w szahrestanie Takab. W 2006 roku liczyła 487 mieszkańców.